# Grignan
Grignan je naselje in občina v jugovzhodnem francoskem departmaju Drôme regije Rona-Alpe. Leta 2019 je naselje imelo 1.577 prebivalcev.

## Geografija
Kraj leži v pokrajini Daufineji nad reko Berre, 24 km zahodno od Nyonsa.

## Uprava
Grignan je sedež istoimenskega kantona, v katerega so poleg njegove vključene še občine Chamaret, Chantemerle-lès-Grignan, Colonzelle, Montbrison-sur-Lez, Montjoyer, Le Pègue, Réauville, Roussas, Rousset-les-Vignes, Saint-Pantaléon-les-Vignes, Salles-sous-Bois, Taulignan in Valaurie s 7.293 prebivalci.
Kanton Grignan je sestavni del okrožja Nyons.

## Zanimivosti
- trdnjava Château de Grignan iz 12. stoletja,
- Kolegial Presvetega Odrešenika,
- pokopališka kapela sv. Vincenca iz 11. stoletja,
- mestna vrata s stolpom Tour de la porte du Tricot,
- jama La grotte de Rochecourbière.